# Dadri
Dadri là một thành phố và là nơi đặt ban đô thị (municipal board) của quận Gautam Buddha Nagar thuộc bang Uttar Pradesh, Ấn Độ.

## Địa lý
Dadri có vị trí 28°34′B 77°33′Đ / 28,57°B 77,55°Đ Nó có độ cao trung bình là 201 mét (659 feet).

## Nhân khẩu
Theo điều tra dân số năm 2001 của Ấn Độ, Dadri có dân số 57.457 người. Phái nam chiếm 54% tổng số dân và phái nữ chiếm 46%. Dadri có tỷ lệ 54% biết đọc biết viết, thấp hơn tỷ lệ trung bình toàn quốc là 59,5%: tỷ lệ cho phái nam là 62%, và tỷ lệ cho phái nữ là 46%. Tại Dadri, 18% dân số nhỏ hơn 6 tuổi.